# Oční kontakt

Oční kontakt

Oční kontakt je střetnutí pohledů, především dvou lidí. Je úzce spjat s mimikou a tvoří jádro neverbální komunikace. 

## Obecně
V sociální interakci mohou oči sloužit nejen jako přijímače, ale i jako vysílače informací. Sociální psychologové R. V. Exline a Messick se vyjádřili takto:„Pohled obsahuje informaci, která sice nemusí být jednoznačná, ale přesto je to informace mimořádně vzácná a důležitá v našem osobním styku.“  Oči vypovídají o osobnosti pozorovaného člověka, o jeho psychickém stavu, vlastnostech a zejména o jeho vztahu k pozorovateli. Pokusy ukázaly, že čím menší je zrakový kontakt s druhou osobou (která má např. tmavé brýle, zahalený obličej nebo stojí za jednosměrně propustným zrcadlem), tím nepříjemněji se pokusná osoba cítí – má dojem, že je více objektem nežli partnerem v hovoru a cítí se intenzívně pozorována. Tento pocit vedl k omezení slovní produkce, tedy za zrakově zhoršených podmínek byl rozhovor veden úsečněji.
Vzájemný pohled může být vyvrcholením kladných vztahů, může rozvíjet přátelství či být žádoucí formou vzájemného styku dvou blízkých lidí. A naopak, oči mohou „probodávat“ - vyjadřovat negativní emoce.
Člověk při řeči často instinktivně přerušuje oční kontakt, který je pro mozek náročný. Oční kontakt tak není častý.
Experimenty s dvojčaty ukazují, že oční pohyb a preference pohledu je dědičná.

## Role zraku během rozhovoru
Hovořící pohledem může sdělovat informaci, že končí a dává prostor jiným nebo hodlá pokračovat a nepřeje si být přerušován. Pokud je omezen zrakový kontakt, dochází častěji k nedorozuměním, přerušením atp. - interakce je narušena. Pokud hovořící má zájem na udržení pozornosti, podívá se nejdříve na všechny posluchače a když mluví o něčem důležitém, pohlédne do očí některému z naslouchajících. Očima prověřuje postoj a mínění zúčastněných.
Pohled lehce vzhůru doleva - snaha vzpomenout si.
Pohled vpravo - existuje pravděpodobnost, že řečník lže. Nemusí to tak samozřejmě být vždy - při pohledu vpravo zapojuje kreativní část mozku - možná jen přemýšlí, co a jakým způsobem druhé straně sdělit.
Časté uhýbání pohledem a pohledy do země - opět podezření, že řečník lže.
Nedostatek očního kontaktu může svědčit o nezájmu dané osoby či nízkém sebevědomí a nejistotě.

## Parametry očního kontaktu
Z hlediska sociální psychologie:
1. Zaměření pohledu – neboli jeho zacílení. Psychologie zde zavádí pojem tzv. „terč“, jímž může být určitá osoba, předmět, objekt či jeho detail.
2. Doba trvání pohledu – jak dlouho oči pozorují určitou osobu, objekt nebo detail („terč)“. Pohled, který trvá výrazně delší dobu je většinou nepříjemný (tzv. „zírání“ či „civění“). Druhým pólem je absence pohledu, což může vyvolat dojem opomíjení, ignorování, nezájmu a je také pociťováno nepříjemně. Déle se člověk dívá na někoho, koho si váží, na známé, na preferované osoby, na ty, které má člověk rád.[9]
3. Četnost pohledů na různé terče – během hovoru ve skupině více lidí je možno zjistit, kolikrát se člověk podíval na osobu A, B, C atd. Výsledek lze zaznamenat do tabulky četnosti.
4. Sekvence – sled pohledů – ve skupině více lidí lze určit i pořadí, odkud kam směřoval pohled.
5. Celkový objem pohledů – pokud se vezme v potaz, kolikrát a jak dlouho se osoba (po)dívala na druhého člověka, je možné získat údaj o celkovém objemu, jenž je považován za ukazatele sociálního zájmu.
6. Úhel pootevření očních víček – člověk se může dívat přivřenýma očima nebo naopak široce otevřenýma. Lidé jsou schopni rozlišovat až 35 různých úhlů pootevření víček, avšak schopnost záměrně reprodukovat takový úhel je menší.[10]
7. Průměr zornice – se mění nejen při změně jasu, ale i při emocionální změně člověka. Citově vzrušený člověk má velký průměr zornic, rozhněvaný člověk naopak malý (oči „probodávají“).[11]
8. Odklon směru pohledu od normály obličeje – lze se dívat na objekt přímo, nebo také do boku, nahoru a dolů (např. „pošilhávání“, zvednutí očí od psaní či čtení, atd. – normálou je míněna osa kolmá na plochu obličeje).
9. Mrkací pohyby – uvádí se frekvence mrkání.
10. Tvary a pohyby obočí – mezi dvěma póly (spuštěné obočí a výrazně povytažené) existuje celá škála přechodových stavů.
11. Tvary vrásek kolem očí – při upřeném pohledu dochází často k deformaci kůže v okolí očí.

## Zvířata
Zvířata jako pes či koza také vytvářejí oční kontakt.

### Související článek
- Lidské oko